# Casteldelci
Casteldelci (romanyol nyelven Castèl) település Olaszországban, Emilia-Romagna régióban, Rimini megyében. Lakosainak száma 373 fő (2023. január 1.). Casteldelci Badia Tedalda, Sestino, Pennabilli, Sant'Agata Feltria és Verghereto községekkel határos.

## Népesség
A település lakossága az elmúlt években az alábbi módon változott:
| Lakosok száma | 405  | 389  | 373  |
|               | 2017 | 2018 | 2023 |